# Nordvästra Hawaiiöarna

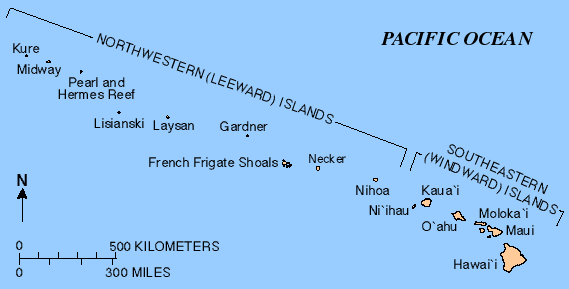
Karta över Hawaii (engelska)

Nordvästra Hawaiiöarna, även Leewardöarna, är en kedja av små öar och atoller som ligger nordväst om öarna Kauai och Niihau i ögruppen Hawaiiöarna. De tillhör, med undantag av Midwayöarna, USA-delstaten Hawaii samt City & County of Honolulu. Midway administreras av U.S. Fish and Wildlife Service. Öarnas sammantagna landarea är 8,0485 km2.
Området utgör sedan 2010 Papahanaumokuakea, ett av Unescos världsarv.
Öar som ingår i gruppen:
- Nihoa (Moku Manu)
- Necker (Mokumanamana)
- French Frigate Shoals (Mokupāpapa)
- Gardner Pinnacles (Pūhāhonu)
- Marorevet (Nalukākala)
- Laysan (Kauō)
- Lisianskiön (Papaāpoho)
- Pearl och Hermes-atollen (Holoikauaua)
- Midwayöarna (Pihemanu), tillhör inte delstaten Hawaii
- Kure-atollen (Kānemiloha‘i)